# Ion N. Fințescu
Ion N. Fințescu (n. 1888 — d. 1958) a fost un jurist român specializat în dreptul comercial.
În timpul războiului a îndeplinit funcția de decan al Facultății de Drept din București.
În perioada 14 august 1942 – 19 februarie 1943 a deținut funcția de ministru al economiei naționale în guvernul Ion Antonescu. La 9 octombrie 1946, Ion I. Fințescu a fost condamnat la 8 ani de detenție pentru crima de aservire a României în favoarea Germaniei naziste.

## Decorații
- Ordinul „Coroana României” în gradul de Mare Ofițer (7 noiembrie 1941)[1]

## Scrieri
- în colaborare cu C.C.Zamfirescu, „Codurile adnotate și legile uzuale”, (Craiova, Scrisul Românesc, 1930);
- „Curs de drept comercial”, 3v., (București, Doicescu, 1929-1930);
- „Despre contul curent”, (București, s.n., 1940);
- „Cambia după legile în vigoare în Vechiul Regat”, (Craiova, Scrisul Românesc, s.d.).